# Thea Prandi
Enrichetta Thea Prandi, più conosciuta semplicemente come Thea Prandi (Alba, 25 novembre 1925 – Roma, 8 giugno 1961), è stata una soubrette, cantante e attrice italiana attiva fra gli anni quaranta e cinquanta.

## Biografia
Già soubrette di rivista al Teatro dei Fiorentini di Napoli, sposò civilmente Eduardo De Filippo a Torino il 2 gennaio 1956, dopo che il tribunale del capoluogo campano aveva convalidato l'annullamento del suo matrimonio con Dorothy Pennington, pronunciato dal tribunale della Repubblica di San Marino nel 1952.
Eduardo De Filippo lo aveva conosciuto nel 1947 al Teatro Eliseo e da lui si sarebbe poi separata nel dicembre del 1959. Dall'unione con l'attore-commediografo nacquero due figli: Luca, divenuto poi anch'egli attore, e Luisa "Luisella" (1949-1960), morta per emorragia cerebrale mentre si trovava al Terminilloa soli 11 anni.

Il Trio Primavera, ovvero Isa Bellini, Wilma Mangini e Thea Prandi, ne L'allegro fantasma (1941)

Insieme a Isa Bellini e a Wilma Mangini, fece parte del Trio Primavera, un gruppo vocale formatosi all'interno dell'EIAR come imitazione autarchica del più famoso Trio Lescano. Il gruppo fu chiamato nel 1941 ad animare gli interventi canori del film di Totò L'allegro fantasma e della pellicola Una famiglia impossibile, di Carlo Ludovico Bragaglia, una delle pellicole antesignane dei futuri musicarelli .
È ricordata fra l'altro per essere stata la voce narrante del film Napoletani a Milano.
Morì per le conseguenze di un tumore all'utero  l'8 giugno 1961.

## Filmografia
- Una famiglia impossibile, regia di Carlo Ludovico Bragaglia (1940) come Trio Primavera
- L'allegro fantasma, regia di Amleto Palermi (1941) come Trio Primavera
- Napoletani a Milano, regia di Eduardo De Filippo (1953) (come voce narrante)